# Derek Mazou-Sacko
Derek Mazou-Sacko, né le 6 octobre 2004 à Stains, est un footballeur français, qui joue au poste de milieu de terrain au Rodez Aveyron Football.

## Biographie
Derek Mazou-Sacko dispute son premier match en professionnel avec l'ESTAC Troyes en qualité de titulaire le 18 décembre 2021 en Coupe de France face à l'AS Nancy-Lorraine. Il dispute son premier match de Ligue 1 le 6 mars 2022 sur le terrain des Girondins de Bordeaux, en rentrant en jeu dans le temps additionnel à une minute de la fin de la rencontre. Au cours de la saison 2021-2022, il dispute cinq rencontres avec l'équipe de France des moins de 18 ans, inscrivant notamment un but face aux Pays-Bas le 26 mars 2022.
En début de saison 2023-2024, il dispute dix rencontres en début de saison 2023-2024 avec l'ESTAC. En janvier 2024, il est prêté jusqu'à la fin de la saison à l'AS Nancy-Lorraine en National. Il dispute seize rencontres, dont treize titularisations, au cours de son prêt, jugé satisfaisant,.
Le 11 juillet 2024, il rejoint le Rodez Aveyron Football avec qui il signe un contrat de trois saisons.